# Metodo pre-esaurimento
Il metodo pre-esaurimento (pre-exhaustion method) è un metodo di allenamento usato nell'esercizio con i pesi.

## Definizione

### L'ordine degli esercizi tradizionale e ilPriority system
Il metodo pre-esaurimento, da non confondere con l'omonima tecnica del pre-esaurimento in super set, definisce uno specifico ordine degli esercizi dedicati allo stimolo di un gruppo muscolare all'interno di una sessione con i pesi. Le classiche linee guida sull'esercizio coi pesi più autorevoli e accreditate suggeriscono di svolgere prima gli esercizi multiarticolari (detti anche fondamentali o base) dedicati ad un gruppo muscolare rispetto ai monoarticolari (detti anche di isolamento) che reclutano lo stesso gruppo muscolare. Inoltre, viene data generalmente una priorità molto maggiore agli esercizi multiarticolari rispetto ai monoarticolari. In altre parole, nelle normali routine con i pesi viene prevista una prima parte dell'allenamento dedicata agli esercizi multiarticolari e una loro maggiore preponderanza sui monoarticolari. Le motivazioni generalmente presentate sono riferite al fatto che gli esercizi multiarticolari che coinvolgono maggiori masse muscolari permettono di:
- sollevare maggiori carichi rispetto agli esercizi monoarticolari;[11]
- sviluppare efficientemente le prestazioni di forza e potenza;[12][13]
- provocare una maggiore risposta metabolica;[14]
- provocare la maggiore risposta acuta degli ormoni anabolici[15] come il GH[7][13] e il testosterone;[13][16]
- sviluppare una prestazione significativamente migliore se eseguiti per primi nella sessione (cioè evitando il pre-affaticamento);[3][17]
- sviluppare maggiori volumi di lavoro a parità di intensità, ripetizioni e serie totali;

Questo schema di allenamento può essere riconosciuto come priority system (sistema delle priorità), modello in cui gli obiettivi principali dell'allenamento sono i miglioramenti della prestazione o del gesto atletico su determinati esercizi, per tanto gli esercizi principali vengono eseguiti per primi all'interno della sessione di allenamento. Nel modello priority system viene permesso all'atleta di concentrarsi sulla performance, usare carichi maggiori e non accusare un pre-affaticamento durante l'esecuzione dell'esercizio prioritario che viene eseguito per primo durante la sessione.

### Differenze tra forza e ipertrofia nel metodo pre-affaticamento
L'uso di esercizi multiarticolari è giudicato fondamentale per sviluppare le prestazioni come la forza e la potenza, ed i progressi a lungo termine nei guadagni di forza sono molto probabilmente attribuibili all'ipertrofia delle fibre muscolari o del gruppo muscolare. Sebbene il priority system possa essere ritenuto un valido metodo in una buona parte dei contesti, soprattutto per migliorare gli adattamenti legati alla prestazione, invertire l'ordine degli esercizi eseguendo nella prima parte dell'allenamento gli esercizi monoarticolari seguiti dai multiarticolari potrebbe offrire uno stimolo differente per favorire lo sviluppo di altri adattamenti muscolari come l'ipertrofia muscolare. Per quanto l'allenamento di forza produca un adattamento ipertrofico, anche paragonabile all'allenamento di ipertrofia, e quindi possa esserci una certa correlazione tra la forza e l'ipertrofia, non sempre esiste uno stretto legame tra i due adattamenti. Infatti, sebbene esista una chiara relazione diretta tra la sezione trasversale (CSA) del muscolo scheletrico e la sua abilità nel produrre forza, l'acquisizione della forza ha anche una significativa componente neurale. La correlazione non stretta tra forza e ipertrofia può essere evidente in diverse circostanze. Ad esempio, durante il deallenamento dall'esercizio con i pesi, la forza massima inizia a calare dopo circa una settimana, ma il volume muscolare non si riduce fino a circa 2 settimane di deallenamento, riflettendo quanto i due adattamenti non risultino strettamente dipendenti l'uno dall'altro, e quanto la forza sia dipendente dall'aspetto neurale al contrario dell'ipertrofia. Inoltre, diverse evidenze scientifiche recenti hanno iniziato a sottolineare la non correlazione tra l'aumento degli ormoni sistemici (GH e testosterone) indotto dall'allenamento e l'esaltazione della forza, dell'ipertrofia, e della sintesi proteica muscolare. Per tanto, sotto l'aspetto strettamente ormonale, gli esercizi multiarticolari non avrebbero alcun vantaggio sui monoarticolari nonostante siano in grado di provocare una risposta ormonale generalmente maggiore. Infine, i classici programmi con i pesi per lo sviluppo specifico dell'ipertrofia differiscono da quelli per il massimo sviluppo della forza per diverse variabili, come l'intensità, il volume, la densità, i tempi di recupero, il Time Under Tension (TUT), e potenzialmente la scelta e l'ordine degli esercizi.
Nell'esercizio con i pesi finalizzato primariamente allo sviluppo dell'ipertrofia muscolare viene previsto il largo uso di esercizi monoarticolari (di isolamento). Durante l'esecuzione degli esercizi multiarticolari (fondamentali), alcuni muscoli agonisti possono prevalere su altri, creando di conseguenza uno squilibrio ipertrofico tra i muscoli coinvolti, e quindi a delle asimmetrie estetiche. L'uso degli esercizi monoarticolari può invece reclutare selettivamente un muscolo sottosviluppato migliorandone la simmetria. Inoltre, l'architettura unica del singolo muscolo suggerisce che l'utilizzo di esercizi monoarticolari può provocare differenti modelli di attivazione muscolare contribuendo ad accrescere lo sviluppo muscolare generale. Per tanto, diversamente dall'esercizio con i pesi per la forza, nel metodo ipertrofia gli esercizi di isolamento muscolare sono ampiamente utilizzati. Questo può rafforzare le differenze tra i protocolli con i pesi per la forza con quelli il cui obiettivo principale è lo sviluppo del volume muscolare. Di conseguenza, gli esercizi di isolamento non solo assumono un ruolo più importante nei protocolli per l'ipertrofia, ma alcuni metodi di allenamento, come il metodo pre-esaurimento, possono sfruttarne i vantaggi collocandoli all'inizio della sessione, facendoli precedere agli esercizi fondamentali (multiarticolari).

### Definizione del metodo pre-esaurimento
Pur essendo meno popolare del pre-esaurimento in super set, il metodo pre-esaurimento condivide i punti fondamentali con la tecnica in questione. In entrambi i casi infatti l'esercizio di isolamento precede l'esercizio fondamentale col fine di "pre-affaticare" i muscoli agonisti senza affaticare alcuni dei muscoli sinergici. Tuttavia, mentre il pre-esaurimento in super set prevede l'esecuzione di un esercizio monoarticolare seguito immediatamente da un esercizio multiarticolare senza alcuna pausa che intercorre tra le serie dei rispettivi esercizi, il metodo pre-esaurimento consiste fondamentalmente nell'iniziare la sessione di allenamento con un gruppo di serie multiple usando un esercizio monoarticolare, il quale una volta terminato con tutte le serie previste viene seguito da un esercizio multiarticolare dedicato allo stesso muscolo. In altre parole, questa strategia consiste nel capovolgere la tradizionale impostazione in cui il primo esercizio è multiarticolare, mentre l'esercizio monoarticolare viene considerato secondario e svolto successivamente all'interno della sessione. L'obiettivo del metodo pre-esaurimento è quello di affaticare un gruppo muscolare escludendo l'attività di alcuni muscoli sinergici con un primo gruppo di serie multiple, prima di eseguire un altro gruppo di serie multiple in cui l'esercizio praticato riesce a reclutare altri muscoli ausiliari non affaticati che nell'esercizio precedente non erano intervenuti.
Ad esempio, nel caso si intenda applicare il metodo pre-esaurimento sul grande pettorale, l'allenamento potrebbe iniziare con qualche serie di pectoral machine (esercizio monoarticolare o di isolamento), la quale sollecita il muscolo agonista e i deltoidi anteriori escludendo i tricipiti. Una volta terminate tutte le serie di pectoral machine in cui si è pre-affaticato il gran pettorale, si passa a qualche serie di distensioni su panca. Questo esercizio multiarticolare non chiama in causa solo il grande pettorale e i deltoidi anteriori, ma anche gli estensori del gomito, ovvero i tricipiti. Durante le distensioni su panca, il grande pettorale sarà pre-affaticato e cederà prima dei tricipiti, che risulteranno ancora "freschi". Secondo la teoria, i muscoli sinergici che erano stati esclusi nell'esercizio di isolamento vengono portati a contribuire meno durante il successivo multiarticolare, ponendo maggiore stress sugli agonisti. Ad esempio, l'esaurimento muscolare durante le distensioni su panca può facilmente portare all'esaurimento dei tricipiti. Le distensioni su panca sono un esercizio di prima scelta per stimolare il grande pettorale, per tanto la logica del metodo pre-esaurimento è quella di eseguire prima un esercizio monoarticolare come la pectoral machine per pre-affaticare il petto cosicché il cedimento muscolare durante le distensioni su panca sarà collegato all'esaurimento del petto piuttosto che a quello dei tricipiti.
Il metodo del pre-esaurimento può far riferimento anche ad altri metodi. Di norma, oltre al concetto di priority system, nei programmi standard viene suggerito di dare la priorità ai muscoli di grandi dimensioni, per passare solo successivamente alla stimolazione dei gruppi muscolari di piccole dimensioni, un concetto denominato da alcuni autori come principio centrifugo. Anche questa impostazione tradizionale può essere capovolta. Se i muscoli di piccole dimensioni stimolati prioritariamente risultano sinergici negli esercizi successivi in cui vengono sollecitati i gruppi muscolari grandi, questa può essere una rappresentazione alternativa del metodo pre-esaurimento. Secondo i ricercatori Fleck e Kraemer (1997), questa particolare modalità consiste nel pre-affaticare i muscoli sinergici e stabilizzatori prima di svolgere l'esercizio fondamentale per il principale muscolo che si intende sollecitare. Un esempio sarebbe quello di eseguire la lat machine o la shoulder press prima della panca piana. Effettivamente, questa forma di pre-affaticamento è stata testata in alcune ricerche.

### Conclusioni
Alcuni autori sottolineano che la strategia del pre-affaticamento muscolare sia in grado di causare un calo della forza una volta che si giunge all'esercizio multiarticolare principale, e questo solleverebbe alcuni dubbi sulla sua idoneità per sviluppare strettamente la forza nonostante la sua popolarità nell'ambito dell'ipertrofia. A questo proposito è necessario citare una ricerca di Sforzo e Touey (1996) in cui venne testata proprio una forma di metodo pre-affaticamento. Quando gli esercizi principali (panca piana e squat) venivano svolti prima di esercizi dedicati a gruppi muscolari sinergici di inferiori dimensioni, la prestazione era significativamente migliore rispetto a quando gli esercizi minori venivano svolti prima di quelli principali in termini di forza totale. Per questi motivi il pre-esaurimento può essere un metodo adatto per l'ipertrofia, ma teoricamente meno indicato per lo sviluppo della forza, dove il fine principale è quello di migliorare la prestazione. Ad ogni modo, diversi studi hanno dimostrato che anche la fatica ed i suoi metaboliti (acido lattico) possano stimolare lo sviluppo della forza. Alcune ricerche dimostrarono inaspettatamente che le ripetizioni continue risultassero in maggiori guadagni di forza rispetto a quando veniva impostato il recupero tra le serie. Quindi, l'accumulo della fatica e dei fattori metabolici potrebbe essere considerato un segnale fisiologico dell'adattamento. Tuttavia, non è stata stabilita l'eventuale correlazione diretta tra questi meccanismi e il metodo pre-esaurimento, mentre molte ricerche stabiliscono al contrario che l'ottimale prestazione di forza sia migliore senza pre-affaticamento, e lo sviluppo della forza sul lungo termine avvenga con tempi di recupero lunghi (3 o più minuti), riflettendo la necessità di ridurre al minimo l'affaticamento metabolico e qualsiasi forma di pre-affaticamento che può compromettere la prestazione. Kraemer e Häkkinen (2008) suggeriscono che l'effetto dell'ordine degli esercizi in pre-esaurimento nell'incidere positivamente o negativamente sulla prestazione sia una questione solo ipotetica, anche se può essere utile per sviluppare la forza e la potenza funzionale in condizioni di pesante affaticamento in alcuni sport specifici come il wrestling o i 400 metri in stile libero. Ad ogni modo, poiché la fatica penalizza lo sviluppo della forza e della potenza, è possibile che il metodo pre-esaurimento possa essere più adatto per altri obiettivi diversi dal miglioramento di queste qualità specifiche.

## Esempi di metodo pre-esaurimento

### Pre-esaurimento dei quadricipiti
- Leg extension 3 x 20
- Squat 4 x 10

### Pre-esaurimento dei deltoidi
- Alzate laterali 3 x 12
- Shoulder press 4 x 10

### Pre-esaurimento del gran pettorale
- Croci ai cavi 3 x 12
- Distensioni su panca 3 x 8

### Pre-esaurimento del gran dorsale
- Pull-down a braccia tese 3 x 15
- Trazioni alla sbarra  4 x 10

### Pre-esaurimento del tricipite brachiale
- Push down  3 x 12
- Dip alle parallele  4 x 10

### Pre-esaurimento del bicipite brachiale
- Curl alla panca Scott  3 x 10
- Curl bilanciere  4 x 10

### Pre-esaurimento degli ischio-crurali
- Seated leg curl 3 x 10
- Stacchi 4 x 8

### Pre-esaurimento del tricipite surale
- Standing calf raise 3 x 10
- Lying leg curl (con flessione plantare) 4 x 10

## Altri metodi diresistance training
- Circuit training (CT)
- Peripheral Heart Action (PHA)
- Aerobic Circuit Training (ACT)
- High Intensity Training (HIT)/Heavy duty (HD)
- High Volume Training (HVT)
- Position of flexion (POF)
- German Body Composition (GBC)
- German Volume Training (GVT)
- Power factor training
- Static contraction training
- Body contact
- Fascial Stretch Training (FST-7)
- Zone training
- Metabolic resistance training (MRT)
- Breve intenso infrequente organizzato (BIIO)